# Chata (pismo)
Chata – pismo wydawane we Lwowie w latach 1870–1879 pod redakcją B. Kalickiego, a później, od II rocznika ks. O. Hołyńskiego.
Pismo ukierunkowane było na czytelnika ludowego i młodzież. Publikowano w nim legendy, listy z miast i wsi galicyjskich, a także artykuły popularyzujące historię Polski. Dobrze zachowany egzemplarz „Chaty” posiada w swych zbiorach Biblioteka Jagiellońska.